# Лаура Баси
Лаура Марија Катарина Баси Верати (итал. Laura Maria Caterina Bassi Veratti; Болоња, 31. октобар 1711 — Болоња, 20. фебруар 1778) је била италијански научник и прва жена која је званично држала предавања на неком факултету у Европи.

## Биографија
Баси је рођена у имућној породици, а отац адвокат јој је омогућио приватно образовање из различитих области. Између осталог, изучавала је логику, метафизику, филозофију, хемију, хидраулику, математику, механику, алгебру, геометрију, и класичне и модерне језике (грчки, латински, француски и италијански). У периоду од 1714. до 1731. године часове филозофије и метафизике држао јој је Гаетано Такони (Gaetano Tacconi), универзитетски професор који је био и приватни лекар породице Баси. Захваљујући Таконију који је увео Баси у академске кругове Болоње, запазио ју је кардинал Просперо Ламбертини (Prospero Lambertini) који је дуги низ година давао подршку њеном научном раду, са циљем промоције саме Болоње као правог места за стицање знања.
У својој двадесет првој години Баси је постављена за професора анатомије на Универзитету у Болоњи, већ следеће, 1732. године постала је члан Академије научног института, а 1733. године постављена је за руководиоца катедре за филозофију. На самом почетку, због тога што није приличило жени да држи предавање у учионици пуној мушкараца, могућности за професуру су јој биле ограничене, те је само повремено држала предавања, у ситуацијама када су у публици биле присутне и жене. Удала зе 1738. године за колегу, Ђузепеа Вератија (Giuseppe Veratti), са којим је имала осморо деце (по неким изворима и више). После тога, била је у могућности да редовно држи предавања код куће, а 1739. године њена молба упућена Универзитету са захтевом за више предавачких обавеза и већом платом је, захваљујући ургирању Ламбертинија и његових пријатеља, била испуњена, те је постала најплаћенији професор болоњског Универзитета, што јој је омогућило средства за набавку потребне опреме за извођење експеримената.
Баси је највише занимала Њутновска физика из које је држала предавања пуних 28 година. Била је једна од кључних особа за увођење Њутнових идеја физике и природне филозофије у Италију. За живота је објавила 28 радова, већи део из области физике и хидраулике, иако није написала ниједну књигу.
Кардинал Ламбертини, који је 1740. године постао папа Бенедикт XIV, основао је 1745. године групу од 25 елитних научника познатих под именом Бенедетини (Benedettini, по папином имену). Баси је вршила јак притисак да је прогласе чланом групе, што је изазвало различите реакције осталих академика, од отворене подршке до јасног противљења. Упркос свему, постала је једина жена припадник те групе.
У својој 65 години, 1776. године, постављена је за шефа катедре експерименталне физике при Научном институту, док је њен муж био асистент предавач. Умрла је две године касније.

## Наслеђе
Кратер на Венери је именован у част њеног имена, као и средња школа и градса улица у Болоњи.
The Editing Press додељује стипендију Лаура Бсси три пута годишње, од 2018. године, млађим академцима, кандидатима за магистарске и докторске студије.
Један ледоломац је 9. маја 2019.преименован у Лаура Баси.
Гугл је 17. априла 2021. показао Дудл логотип који слави Баси и њена бројна достигнућа.

## Дела
Због својих административних обавеза, породичних проблема и честих болести током порођаја, Баси је објавила само неколико радова, који одражавају мали део њеног доприноса Универзитету у Болоњи. Њени научни радови најбоље су сажети у расправи Доменика Пианија Catalogo dei Lavori dell'Antica Accademia, raccolti sotto i singoli autori, објављеној 1852. године Њени објављени радови су:
- De acqua corpore naturali elemento aliorum corporum parte universi (Concerning bodies of water as natural elements of other parts of the universe, a collection of theses for university appointment, was published in 1732)
- Four works that appeared in De Bononiensi Scientiarum et Artium Instituto atque Academia Commentarii (Commentaries of the Bologna Institute and the Academy of Arts and Sciences), namely[9]

1. De aeris compressione (Concerning air pressure, 1745)
2. De problemate quodam hydrometrico (Concerning certain problems in hydrometrics, 1757)
3. De problemate quodam mechanico (Concerning certain problems in mechanics, 1757)
4. De immixto fluidis aere (Concerning intermixed gaseous fluid, posthumously published in 1792)